# Telephassa
Telephassa (altgriechisch Τηλέφασσα Tēléphassa) ist eine Person der griechischen Mythologie. 
Sie ist in der Bibliotheke des Apollodor die Gattin des Agenor, mit dem sie die Kinder Europa, Kadmos, Phoinix und Kilix hat. Nach dem Raub Europas durch Zeus macht sie sich auf Wunsch ihres Gatten zusammen mit ihren Söhnen auf die vergebliche Suche nach der Entführten. Weil ihr die Heimkehr ohne ihre Tochter nicht erlaubt ist, lässt sie sich schließlich mit Kadmos in Thrakien nieder. Dort stirbt sie und wird von Kadmos begraben.
Im Epyllion Europa des altgriechischen Dichters Moschos erscheint Telephassa als Tochter des Meeresgottes Poseidon und der Libye; von ihrem Gatten Phoinix wird sie die Mutter der Europa. Bei Stephanos von Byzanz und in einem Scholium heißt sie Telephe (mittelgriechisch Τηλέφη Tēléphē) und heiratete später Thasos. Ihr gemeinsamer Sohn war Galepsos, der Gründer der Stadt Galepsos.